# Samuel W. Bodman
Samuel Wright Bodman, né le 26 novembre 1938 à Chicago (Illinois) et mort le 7 septembre 2018 à El Paso (Texas), est un homme politique américain.
Membre du Parti républicain, il est secrétaire à l'Énergie entre 2005 et 2009 dans l'administration du président George W. Bush.

## Biographie
Samuel W. Bodman est né en 1938 à Chicago.
Ingénieur en chimie, diplômé de l'université Cornell en 1961, et du MIT en 1965, il travaille pendant six ans en tant que professeur associé au MIT.
Il devient ensuite le directeur technique de l'American Research and Development Corporation (en).
En 1983, il prend la présidence de Fidelity Investments et en 1987, rejoint le conseil d'administration de Cabot Corporation.
En 2001, il devient le sous-secrétaire au Commerce dans l'administration de George W. Bush.
En 2003, il est nommé en tant que sous-secrétaire au Trésor.
Le 31 janvier 2005, il succède à Spencer Abraham en tant que secrétaire à l'Énergie.